# 逢隈車站
38°4′2.09″N 140°51′17.38″E / 38.0672472°N 140.8548278°E
逢隈車站（日语：／ Ōkuma eki */?）是位於日本宮城縣亘理郡，東日本旅客鐵道（JR東日本）常磐線沿線的鐵路車站。

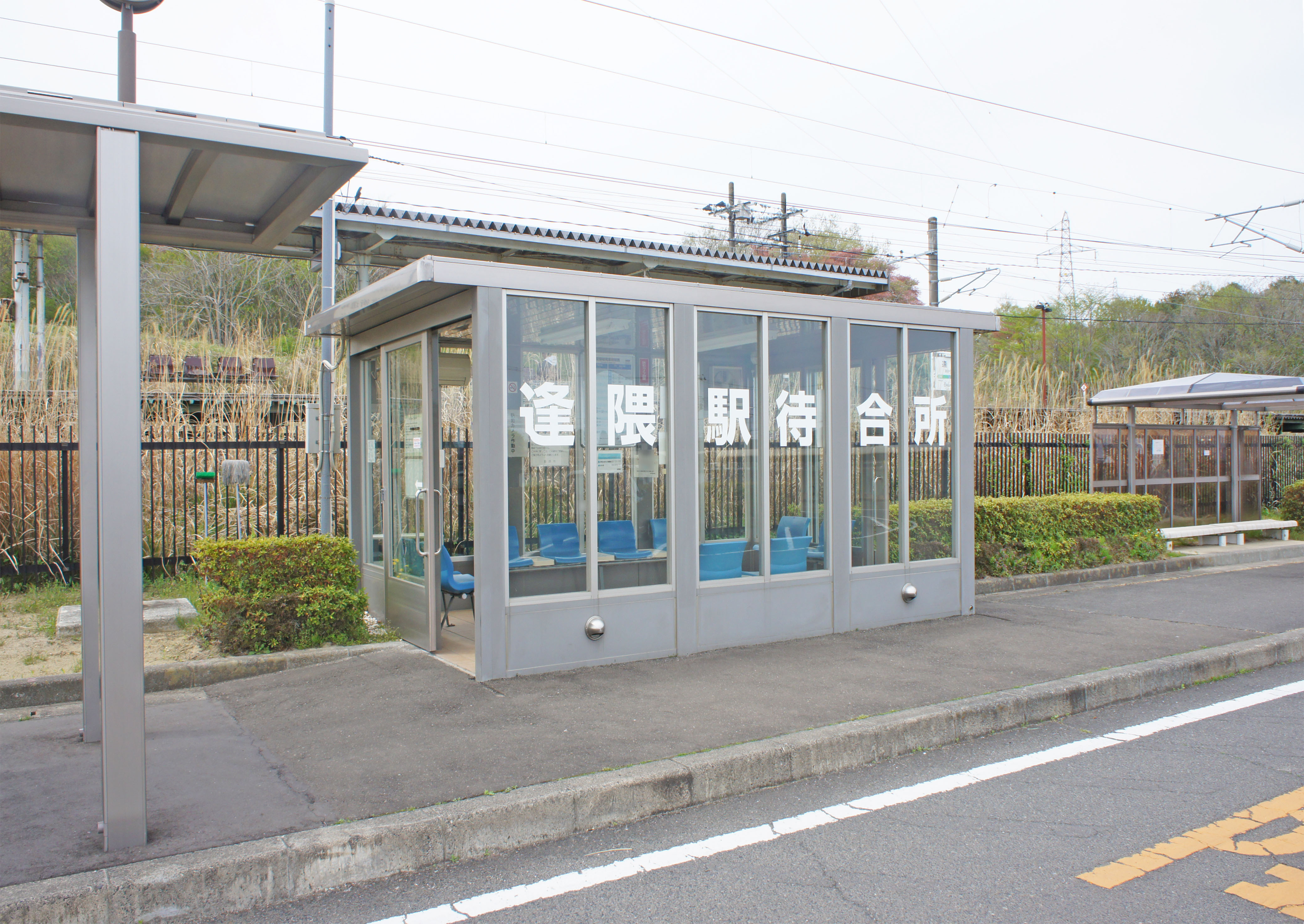
候車室（2022年4月）

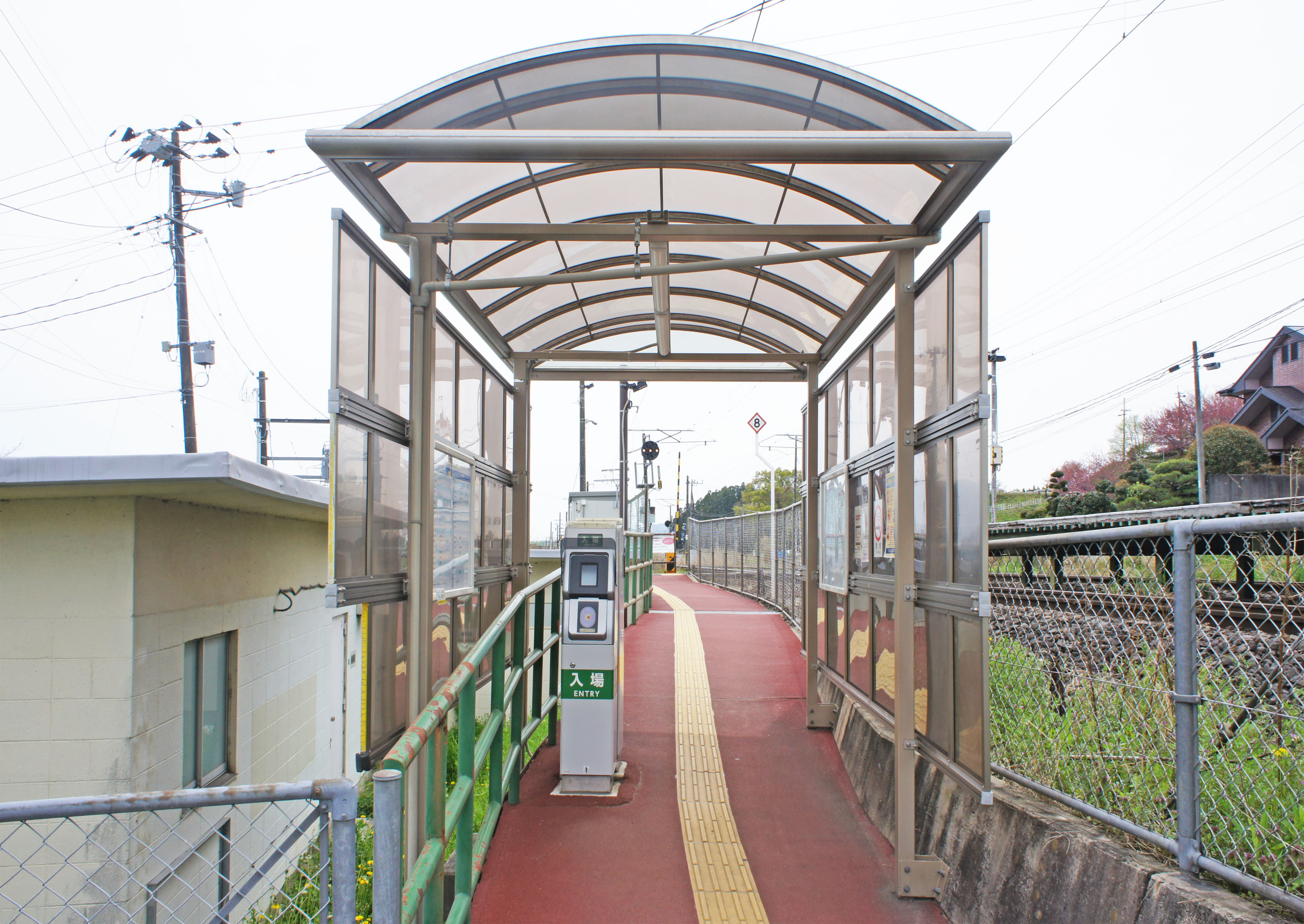
驗票口（2022年4月）

## 車站結構

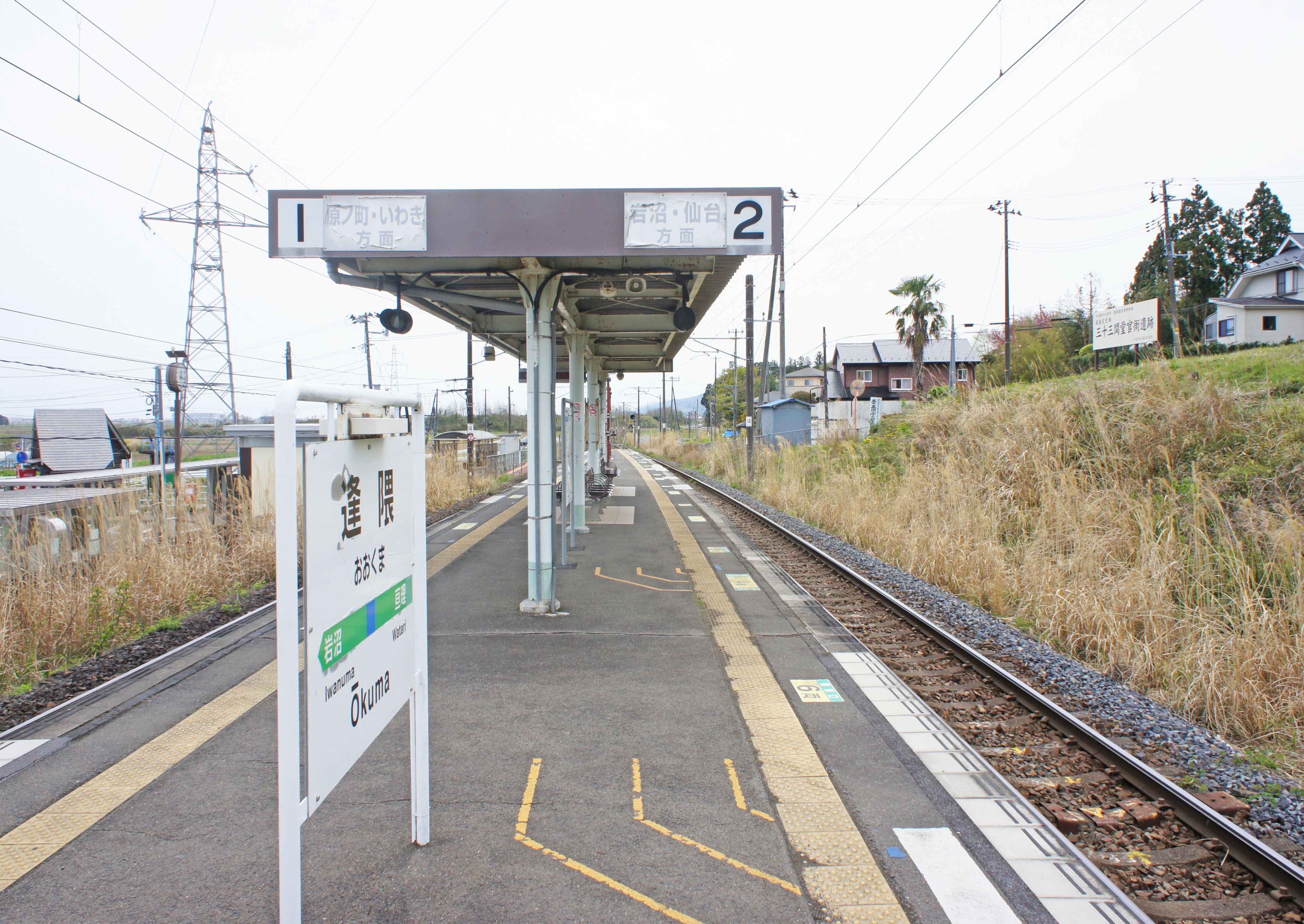
月台（2022年4月）

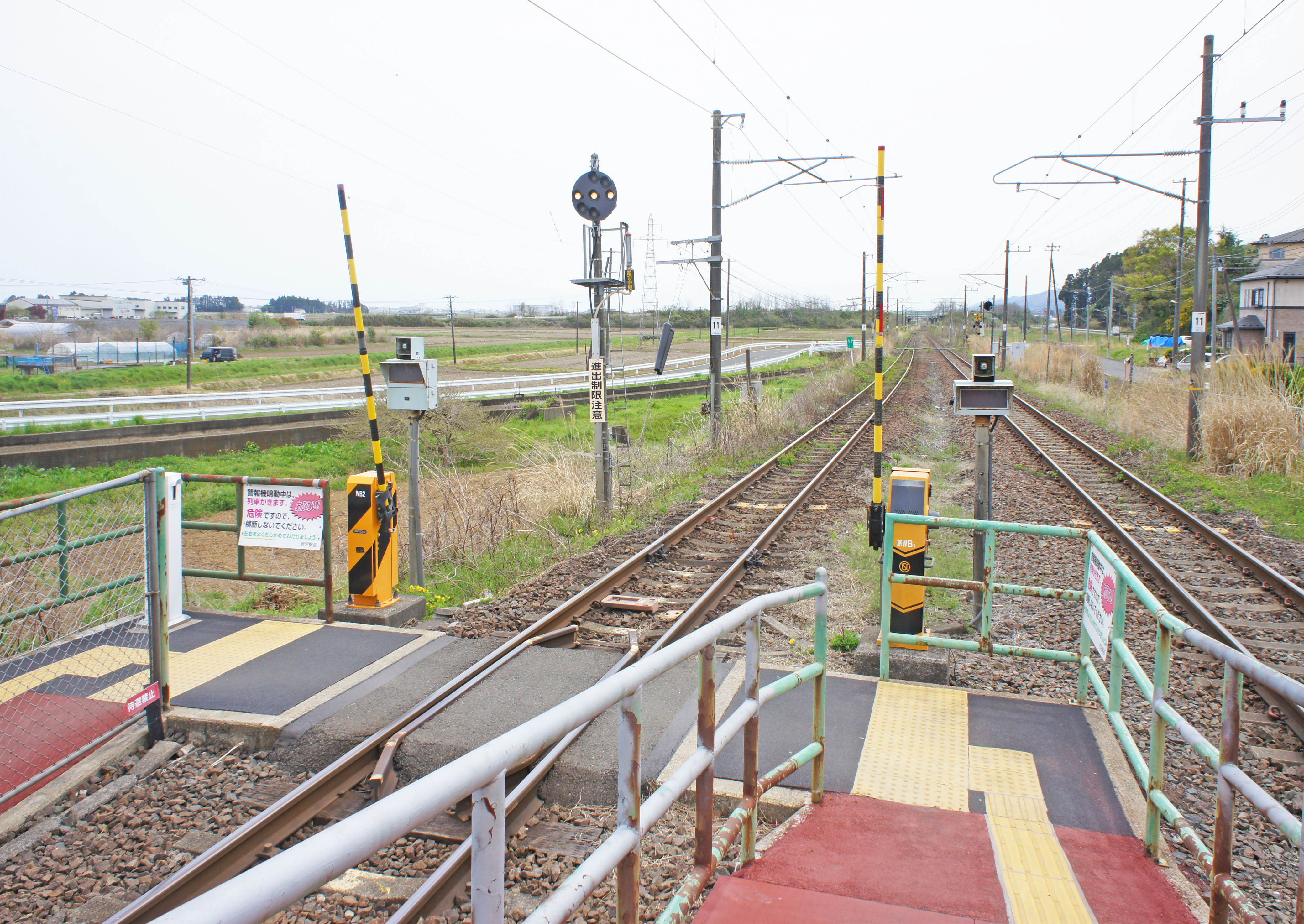
平交道（2022年4月）

此站於1988年才開業辦理客運，但在1960年即設立號誌站。車站採地面車站設計，站內設有島式月台一座、兩股軌道。此站為無人站，僅設有自動售票機及Suica驗票機。

### 月台配置
| 月台 | 路線    | 方向 | 目的地           |
| ---- | ------- | ---- | ---------------- |
| 1    | ■常磐線 | 上行 | 原之町、浪江方向 |
| 2    | ■常磐線 | 下行 | 岩沼、仙台方向   |

## 相鄰車站
東日本旅客鐵道
■常磐線
亘理－逢隈－岩沼

## 外部連結
- （日語）JR東日本 逢隈站 （页面存档备份，存于）